# Lupfig
Lupfig (toponimo tedesco) è un comune svizzero di 3 073 abitanti del Canton Argovia, nel distretto di Brugg.

## Storia
Nel 2018 ha inglobato il comune soppresso di Scherz.

## Monumenti e luoghi d'interesse
- Chiesa cattolica, eretta nel 1966[2].

## Società

### Evoluzione demografica
L'evoluzione demografica è riportata nella seguente tabella:
Abitanti censiti

## Infrastrutture e trasporti

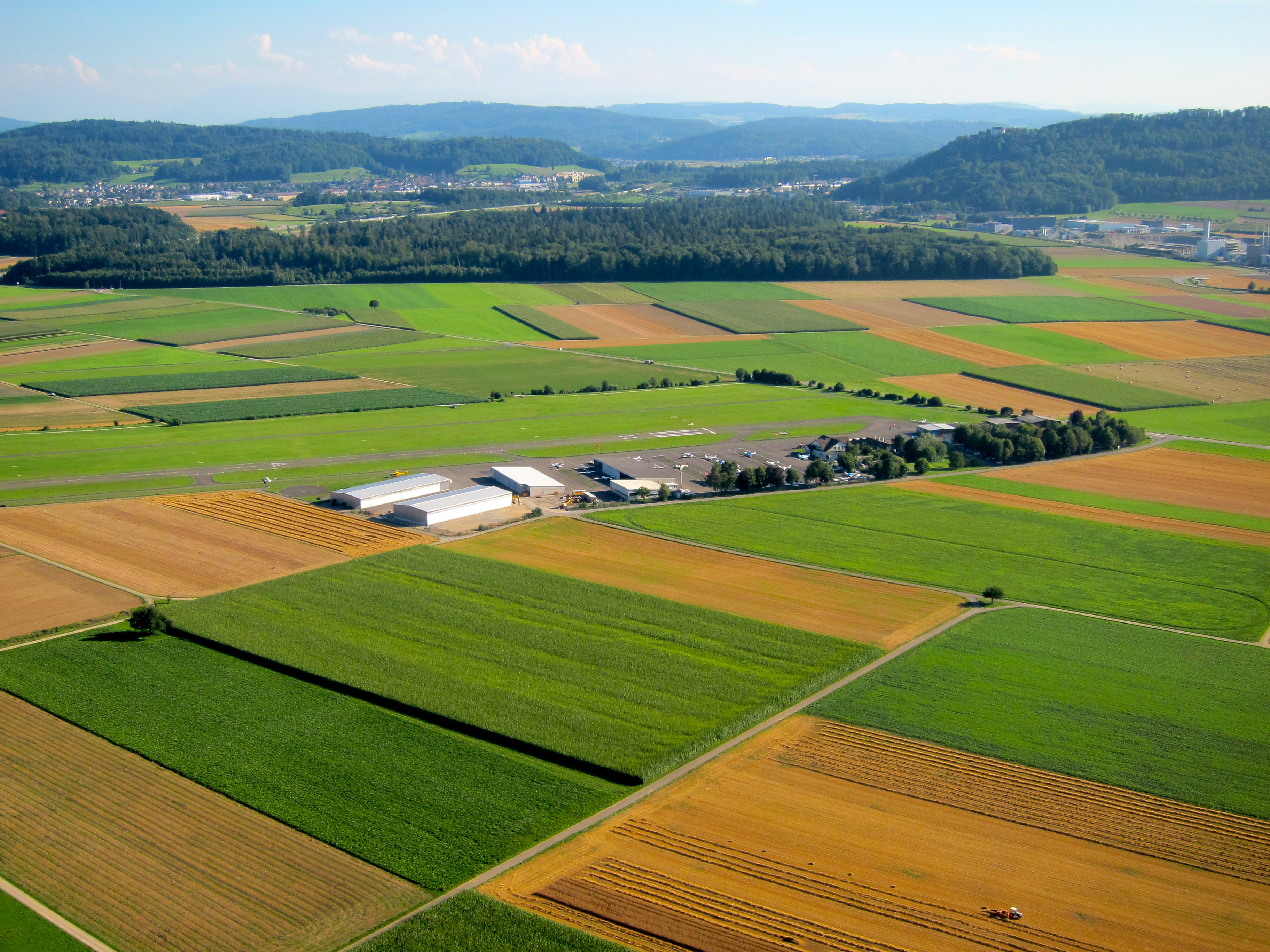
L'aerodromo di Birrfeld

Lupfig è servito dall'omonima stazione sulla ferrovia Brugg-Immensee e dall'aerodromo di Birrfeld.

## Amministrazione
Ogni famiglia originaria del luogo fa parte del cosiddetto comune patriziale e ha la responsabilità della manutenzione di ogni bene ricadente all'interno dei confini del comune.